# Zur gold’nen Liebe
Zur gold'nen Liebe ist eine Operette in vier Bildern mit Musik von Ralph Benatzky nach einem Libretto von Willi Wolff und Martin Zickel. Die Uraufführung fand am 16. Oktober 1931 an der Komischen Oper in Berlin statt, wo sie 98 Mal gespielt wurde. Außerdem gab es 1931 und 1932 Aufführungen in der Tschechoslowakei und in Schlesien. 90 Jahre nach ihrer Entstehung wurde die Operette 2021 von der Bühne Burgäschi erstmals in der Schweiz gezeigt.

## Orchester und Besetzung
Ein Klavier, drei Klarinetten (Saxophone), zwei Trompeten, eine Posaune, ein Banjo (Gitarre), Schlagzeug und drei Violinen, ein Kontrabass (Sousaphon).
Die Besetzung der Rollen nach bestimmten Stimmlagen – wie in der nebenstehenden Infobox angegeben – ist nicht zwingend; sie können auch mit singenden Schauspielern besetzt werden.

## Handlung

### Ort und Zeit
Das erste und vierte Bild spielt in Hamburg in der Gold'nen Liebe. Das zweite Bild auf der Bühne eines Berliner Theaters. Das dritte Bild in der Wohnung des Kommerzienrats Schramm am Kurfürstendamm. Zeit: Gegenwart (1931).

### Inhalt
Das Stück handelt von der Aufführung der fiktiven Operette Geigerkönig und Wäschermädel und parodiert die typische, althergebrachte Operette und den kommerziellen Operettenbetrieb um 1930. Gesponsert wird die Inszenierung vom reichen Kommerzienrat Schramm, dessen Tochter Edith ein Auge auf den Komponisten Peter Fabricius geworfen hat. Der wiederum verliebt sich in die Soubrette, die er zusammen mit dem Librettisten erst zwei Wochen vor der Premiere in einem Nachtclub entdeckt hatte.
Benatzkys Parodie dürfte sich in vielen Punkten auf seine persönlichen Erfahrungen bei der Premiere des Stücks Cocktail im Dezember 1930 beziehen. Gemäß Benatzky hatte sich der Regisseur bei einer vorangegangenen Produktion in die Hauptdarstellerin verliebt, weshalb sich Benatzky während Monaten gegen das erneute Engagement dieser Darstellerin gewehrt hatte. In der Folge konnte die Hauptrolle erst vierzehn Tage vor der Premiere besetzt werden. Benatzkys Tagebuchaufzeichnungen zufolge wurde Cocktail immer wieder umgearbeitet, so dass schließlich auch das Orchester erst kurz vor der Premiere besetzt werden konnte. Die Uraufführung musste daher ohne vorherige Bühnenorchesterprobe stattfinden und Cocktail fiel anschließend durch.

## Musiknummern
- S' war schon immer so (Wiener Lied)
- Die Liebe ist ein aufgelegter Schwindel (One-Step)
- Ach Lisa, Du bist mein Ideal (Marsch)
- Verlang' von mir nicht, treu zu sein (Slow Fox)
- Gesteh' nur, Du hast mich betrogen (Marsch)
- In St. Pauli (Marsch)
- Die erste Nacht, die eine Frau Dir schenkte (Tango)
- Meine Braut hat einen andern angeschaut (Rumba)
- Gold'ne Liebe (Walzer)[3]